# Roy (Familienname)
Roy ist ein Familienname.

## Namensträger

### A
- Alain Roy (* 1951), französischer Bobsportler
- Aldo Roy (* 1942), kanadischer Gewichtheber
- Alex Roy (Rennfahrer) (Alexander Roy; * 1971), US-amerikanischer Rallyefahrer, Autor und Geschäftsmann
- Alex Roy (Dartspieler) (Alexander Roy; * 1974), englischer Dartspieler
- Allain Roy (* 1970), kanadischer Eishockeytorwart
- Alphonse Roy (1897–1967), US-amerikanischer Politiker
- Ananya Roy (* 1970), indische Wissenschaftlerin
- Anastasia Le-Roy (* 1987), jamaikanische Sprinterin
- André Roy (* 1975), US-amerikanischer Eishockeyspieler
- Angela Roy (* 1957), deutsche Schauspielerin
- Antoine Roy (1764–1847), französischer Jurist und Politiker
- Aruna Roy (* 1946), indische Menschenrechtsaktivistin und Feministin
- Arundhati Roy (* 1961), indische Schriftstellerin
- Avijit Roy (1972/1973–2015), US-amerikanischer Religionskritiker bengalischer Herkunft

### B
- Badal Roy (1945–2022), bengalischer Tablaspieler und Perkussionist
- Berthe Roy (1889–1951), kanadische Pianistin und Musikpädagogin
- Bidhan Chandra Roy (1882–1962), indischer Politiker
- Bijoy Prasad Singh Roy (1894–1961), indischer Unternehmer und Politiker
- Bimal Roy (1909–1966), indischer Filmregisseur
- Brandon Roy (* 1984), US-amerikanischer Basketballspieler
- Brigitte Roy (* 1959), französische Sportschützin
- Bryan Roy (* 1970), niederländischer Fußballspieler

### C
- Callista Roy (* 1939), US-amerikanische Pflegetheoretikerin und Professorin
- Camille Roy (1870–1943), kanadischer frankophoner Geistlicher, Romanist und Literaturwissenschaftler
- Céline Zuber-Roy (* 1983), Schweizer Juristin und Politikerin (FDP)
- Charles Smart Roy (1854–1897), britischer Pathologe
- Charu Roy (1890–1971), indischer Filmregisseur
- Chip Roy (* 1972), US-amerikanischer Politiker
- Claude Roy (Autor) (1915–1997), französischer Autor und Journalist
- Claude Roy (Mediziner) (1928–2015), kanadischer Mediziner
- Claude Roy (Politiker) (* 1952), kanadischer Politiker

### D
- David Tod Roy (1933–2016), US-amerikanischer Sinologe
- Debabrata Roy (* 1986), indischer Fußballspieler
- Deep Roy (* 1957), kenianischer Schauspieler
- Derek Roy (* 1983), kanadischer Eishockeyspieler
- Diane Roy (* 1971), kanadische Rollstuhlrennsportlerin
- Dilip Kumar Roy (1897–1980), indischer Musiker, Sänger und Schriftsteller
- Dipankar Roy (* 1982), indischer Fußballspieler
- Dipok Roy (* 2002), bangladeschischer Fußballspieler
- Drew Roy (* 1986), US-amerikanischer Schauspieler

### E
- Emil Roy (1907–1997), US-amerikanischer Baseballspieler
- Éric Roy (* 1967), französischer Fußballspieler und -trainer
- Erwin van Roy (1894− nach 1960), deutscher Filmschauspieler und Kabarettist
- Esperanza Roy (* 1935), spanische Schauspielerin

### F
- Frank Roy (* 1958), schottischer Politiker

### G
- Gabriel Roy (1940–2001), Schweizer Politiker (CSI)
- Gabrielle Roy (1909–1983), kanadische Schriftstellerin
- Gaetan Roy, kanadischer Prediger und Musiker
- Garth Watt-Roy (* 1947), britisch-indischer Sänger, Gitarrist und Songwriter
- Gladys Roy (1896–1927), US-amerikanische Wingwalkerin, Barnstormerin, Stuntfrau, und Filmschauspielerin

### H
- Harry Roy (1900–1971), britischer Klarinettist, Bandleader und Songwriter
- Heinz Roy (1927–2019), deutsch-sorbischer Komponist
- Hélène Fleury-Roy (1876–1957), französische Komponistin
- Himashree Roy (* 1995), indische Sprinterin

### I
- Irma Roy (1932–2016), argentinische Schauspielerin und Mitglied der Abgeordnetenkammer Argentiniens

### J
- J. Stapleton Roy (* 1935), US-amerikanischer Diplomat und Wirtschaftsmanager, Botschafter und Assistant Secretary of State
- Jahor Roy (1919–1977), indischer Schauspieler
- Jean-Emmanuel Roy (1887–1962), französischer Politiker
- Jean-Philippe Roy (* 1979), kanadischer Skirennläufer
- Jean-Pierre Roy (* 1963), haitianischer Skirennläufer
- Jean-Yves Roy (* 1969), kanadischer Eishockeyspieler
- Jérémy Roy (Radsportler) (* 1983), französischer Radsportler
- Jérémy Roy (Eishockeyspieler) (* 1997), kanadischer Eishockeyspieler
- Jimmy Roy (* 1975), kanadischer Eishockeyspieler
- Jocelyne Roy-Vienneau (1956–2019), kanadische Ingenieurin, Vizegouverneurin von New Brunswick
- Jonathan Roy (Eishockeyspieler) (* 1980), kanadischer Eishockeyspieler
- Jonathan Roy (Sänger) (* 1989), kanadischer Popsänger und Songwriter
- Jose Roy (1904–1985), philippinischer Politiker
- Joseph Roy (1925–2004), Bischof von Mysore
- Joseph Roy (Übersetzer) (1830–1916), französischer Übersetzer
- Josephine Roy (* 1993), deutsche Schauspielerin
- Joyashree Roy (* 1957), indische Wirtschafts-, Energie- und Klimawissenschaftlerin
- Jules Roy (1907–2000), französischer Schriftsteller
- Julia Roy (* 1989), österreichisch-französische Filmschauspielerin

### K
- Kamini Roy (1864–1933), bengalische Dichterin, Sozialarbeiterin und Feministin in Britisch-Indien
- Keshav Roy (* 1926), indischer Ringer
- Kevin Roy (Gewichtheber) (* 1963), kanadischer Gewichtheber
- Kevin Roy (Eishockeyspieler) (* 1993), kanadischer Eishockeyspieler
- Kristina Roy (1860–1936), slowakische Schriftstellerin

### L
- Lauren Roy (* 2000), irische Sprinterin
- Lesley Roy, irische Singer-Songwriterin
- Lindsay Roy (* 1949), schottischer Politiker
- Lisa Roy (* 1959), kanadische Ruderin
- Lolita Roy (* 1865), indische Sozialreformerin und Frauenrechtlerin
- Lou Roy-Lecollinet (* 1996), französische Schauspielerin
- Louis Eugène Roy (1861–1939), haitianischer Politiker, Präsident von Haiti
- Louis le Roy (1924–2012), niederländischer Architekt und Autor

### M
- Manabendra Nath Roy (1887–1954), indischer Revolutionär, Philosoph, Politiktheoretiker und Aktivist
- Marcel Roy (* 1942), kanadischer Radrennfahrer
- Marcus Roy, Geburtsname von Fidelis von Sigmaringen (1578–1622)
- Marie-Antoine Roy (1893–1948), kanadischer Ordensgeistlicher, römisch-katholischer Bischof von Edmundston
- Marie-Françoise Roy (* 1950), französische Mathematikerin
- Mathieu Roy (Eishockeyspieler, 1983) (* 1983), kanadischer Eishockeyspieler
- Mathieu Roy (Eishockeyspieler, 1986) (* 1986), kanadischer Eishockeyspieler
- Matt Roy (Bobfahrer) (Matthew Spencer Roy; * 1959), US-amerikanischer Bobsportler
- Matt Roy (Eishockeyspieler) (Matthew Alan Roy; * 1995), US-amerikanischer Eishockeyspieler
- Maurice Roy (Kunsthistoriker) (1856–1932), französischer Historiker, Kunsthistoriker und Romanist
- Maurice Roy (Zahnmediziner) (1866–1947), französischer Zahnmediziner
- Maurice Roy (Ingenieur) (1899–1985), französischer Ingenieur
- Maurice Roy (Geistlicher) (1905–1985), kanadischer Geistlicher, Erzbischof von Québec
- Maxim Roy (* 1972), kanadische Schauspielerin
- Maxime Roy (* 1988), französischer Filmregisseur

### N
- Nathalie Roy (* 1964), kanadische Politikerin (Québec)
- Nicolas Roy (* 1997), kanadischer Eishockeyspieler
- Nirupa Roy (* 1931), indische Schauspielerin
- Niyati Roy-Shah (* 1965), indische Tischtennisspielerin
- Norman Watt-Roy (* 1951), britischer Musiker, Arrangeur und Komponist

### O
- Olivier Roy (Politikwissenschaftler) (* 1949), französischer Politikwissenschaftler, Berater, Diplomat und UNO-Gesandter
- Olivier Roy (Eishockeyspieler) (* 1991), kanadischer Eishockeytorwart
- Olivier Roy (Philosoph) (* 1978), kanadischer Geisteswissenschaftler

### P
- Patrick Roy (Politiker) (1957–2011), französischer Politiker (PS)
- Patrick Roy (* 1965), kanadischer Eishockeytorwart
- Paul-Eugène Roy (1859–1926), kanadischer Geistlicher; Erzbischof von Québec
- Pierre Roy (Maler) (1880–1950), französischer Maler
- Pierre Roy (Eishockeyspieler) (* 1952), kanadischer Eishockeyspieler
- Pierre-Charles Roy (1683–1764), französischer Librettist
- Pola Roy (* 1975), deutscher Schlagzeuger
- Prafulla Roy (Regisseur) (1892–??), indischer Filmregisseur
- Prafulla Roy (Autor), bengalischer Autor
- Prafulla Chandra Roy (1861–1944), indischer Chemiker und Hochschullehrer
- Pratap Kumar Roy († 2012), indischer Journalist

### R
- Ram Mohan Roy (1772–1833), bengalischer Schriftsteller
- Raymond Roy (Bischof) (1919–2003), kanadischer Bischof
- Raymond Roy-Camille (1927–1994), französischer Orthopäde und Traumatologe
- Reinhard Roy (* 1948), deutscher Künstler
- Rémi Pelletier-Roy (* 1990), kanadischer Eiskunstläufer
- René Roy (* 1938), französischer Astronom und Asteroidenentdecker
- Richard Roy (* 1972), haitianischer Tennisspieler
- Rustum Roy (1924–2010), indisch-US-amerikanischer Werkstoffwissenschaftler

### S
- Samarendra Nath Roy (1906–1964), indischer Statistiker
- Sandhya Roy (Schauspielerin) (* 1941), indische Schauspielerin und Politikerin
- Sandhya Roy (Aktivistin) (* 1954), indische Aktivistin
- Sandro Roy (* 1994), deutscher Violinist
- Sarah Roy (* 1986), australische Radsportlerin
- Serge Roy (Fußballspieler) (* 1932), französischer Fußballspieler
- Serge Roy (Politiker) (* 1946), kanadischer Politiker
- Serge Roy (Eishockeyspieler) (* 1962), kanadischer Eishockeyspieler
- Shehzad Roy (* 1979), pakistanischer Sänger, Philanthrop und Humanist
- Simon de Sandol-Roy (1754–1831), Schweizer Offizier in fremden Diensten und niederländischer Generalmajor
- Soumendu Roy (1933–2023), indischer Kameramann
- Sree-Amol Roy (* 1987), bangladeschischer Tennisspieler
- Srirupa Roy (* 1969), indische Politikwissenschaftlerin
- Stéphane Roy (Komponist) (* 1959), kanadischer Komponist
- Stéphane Roy (Eishockeyspieler, 1967) (* 1967), kanadischer Eishockeyspieler
- Stéphane Roy (Eishockeyspieler, 1976) (* 1976), kanadischer Eishockeyspieler
- Subhashish Roy Chowdhury (* 1986), indischer Fußballspieler
- Sushmitha Singha Roy (* 1984), indische Siebenkämpferin
- Susovan Sonu Roy (* 1994), indischer Schauspieler

### T
- Travis Roy (1975–2020), US-amerikanischer Eishockeyspieler und Autor
- Tula Roy (* 1934), Schweizer Filmemacherin und Pionierin des Schweizer Films

### U
- Utta Roy-Seifert (1926–2025), österreichische Übersetzerin

### V
- Vesta M. Roy (1925–2002), US-amerikanische Politikerin

### W
- William Roy (Reformator) († 1528/1531), englischer Reformator und Märtyrer
- William Roy (General) (1726–1790), schottischer Militärangehöriger und Naturforscher
- William Roy (Schauspieler) (1928–2003), US-amerikanischer Kinderdarsteller (als Billy Roy), Komponist, Musikarrangeur und Pianist
- William B. Roy (* 1958), US-amerikanischer Sportschütze
- William R. Roy (1926–2014), US-amerikanischer Politiker
- Willy Roy (* 1943), US-amerikanischer Fußballspieler